# SUPER EUROBEAT
SUPER EUROBEAT(슈퍼 유로비트, 일본어: スーパーユーロビート)는 일본의 음반사인 에이벡스에서 1990년부터 현재까지 계속 출시하고 있는 편집 음반 시리즈이다. 이탈리아에서 제작된 유로비트 음악들을 모아둔 편집반으로, 1990년 비트 프리크에서 타임 레코드의 유로비트 음악을 수입하면서 시작되었으며 1991년 이후로는 에이벡스에서 출시하였다.

## 역사
1990년도에 비트프리크 라는 이름으로 시작한 에이벡스 엔터테인먼트는 처음에 이 슈퍼 유로비트를 가지고 사업을 시작했는데,이때부터 슈퍼유로비트가 시작되었다.처음 2~3년간에는 타임 레코드와 A Beat-C,Flea 레코드나 개인 작업자들이 곡을 공급했으나,1994년도에 Hi-NRG Acttak을 시작으로 1995년도에는 Delta와 바이브레이션,나중에는 SCP까지 참여하게 된다.그렇게 1,2,3차 유로비트를 이끌던 슈퍼유로비트는,주춤했었던 2010년대 초반의 유로비트 시장의 부진을 딛고 계속 발매중이다.

### 이니셜 D
에이벡스는 슈퍼 유로비트의 홍보 차원으로 원작 만화를 주제로한 동명의 애니메이션 이니셜 D을 제작하였으며 작중에서 사용된 유로비트 곡들을 사운드트랙으로 출시하였다. 이니셜D의 공도 고갯길에서 벌어지는 레이스장면과 '신나는 리듬+빠른 비트'의 특징을 가진 슈퍼유로비트와의 조합은 성공적이었다. 대부분 슈퍼유로비트를 알게 된 경로가 이니셜D일 정도로 그 효과는 엄청났다. 이렇게 급상승된 슈퍼유로비트의 인기는 자동차 경주 관련 영상을 봐도 슈퍼 유로비트 곡이 삽입된 경우가 적지 않다.

### 유로마하(Euromach)
유로마하는 유로비트 곡들을 논스탑 믹스로 출시한 시리즈로 슈퍼 유로비트 본 앨범에 수록되지 않은 곡들로 구성되어 있다.
마하는 마하 수(Mach number)의 마하에서 따온 말이다.

### Hi-NRG 80's
Hi-NRG 80's 는,기존에 슈퍼 유로비트에 실렸었던 곡들을 싣지 않고,
유로비트 곡들의 원조격인 하이 에너지와 이탈로 디스코 곡들을 모아서
낸 앨범이다.

### 슈퍼 GT
일본의 자동차 경주 대회인 슈퍼 GT와 관련된 논스탑 믹스 시리즈로 관련된 레이싱걸이 엔딩 보컬로 참여하였다.

## 같이 보기
- 슈퍼 유로비트의 2013년 음반 목록
- 슈퍼 유로비트의 2014년 음반 목록
- 유로비트
- 이니셜 D
- 이탈로 디스코
- 이탈로 댄스